# Académie de l'OMS
L'Académie de l'OMS est un organisme de formation aux métiers de la santé dépendant de l'Organisation mondiale de la santé (OMS) située à Lyon, en France,.
La première pierre est posée le 27 septembre 2021 par Emmanuel Macron, président de la République française, et Tedros Adhanom Ghebreyesus, directeur général de l'OMS. Elle ouvre officiellement ses portes le 17 décembre 2024 dans un immeuble de sept étages et de 11 000 m2 construit pour l'occasion dans le quartier de Gerland, à Lyon,. Toutefois, elle avait déjà débutée ses activités à travers divers outils numériques, notamment des cours en ligne,.
L'Académie permet la formation internationale continue en présence pour les formateurs et décideurs et à distance pour les autres professionnels de santé. Elle compte également une salle de formation du centre d'opération d'urgence et un plateau de simulation technique d'urgence de 1 500 m2,. Elle a pour objectif de former 16 000 personnes toutes les années en anglais, français, arabe, chinois, espagnol et russe, et l'OMS souhaite parvenir à toucher trois millions de personnes d'ici 2028 avec la plate-forme en ligne de l'Académie, dans 172 pays. L'Académie a également pour objectif de faire face à un futur déficit de personnel de santé, estimé à 10 millions d'ici 2030, dont 5 millions en Afrique,.
L'idée de l'Académie avait été lancée dès 2018, mais retardée à cause de la pandémie de la Covid-19.
La docteure Agnès Buzyn a été nommée directrice exécutive de l’Académie et a pris ses fonctions le 16 août 2021. David Atchorarena lui succède à ce poste.
Le bâtiment, situé dans le bio-district du quartier de Gerland, a été financé par l'État français à la hauteur de 85 millions d'euros et par la Métropole de Lyon, la Ville de Lyon pour 10 millions à elles deux et la Région Auvergne-Rhône-Alpes pour les 25 millions restants, cette dernière étant propriétaire du bâtiment, gracieusement mis à disposition de l'OMS.